# Araǰin Xowmb 1995
L'Araǰin Xowmb 1995 è stata la 4ª edizione della seconda serie del campionato armeno di calcio.

## Stagione

### Novità
Al termine della passata stagione, l'Aragats Gyumri è stato promosso in Bardsragujn chumb.
Dalla Bardsragujn chumb sono retrocesse Nairi Erevan, Lori, SKA-Arai, Kanaz e Impuls Dilijan (quest'ultima si è sciolta nel corso della passata stagione). Tre nuove formazioni si sono iscritte al campionato: Araks Armavir, Dvin Artashat e la seconda squadra del Tsement Ararat.
Prima dell'inizio della stagione l'Arpa si è ritirato dal campionato.
Le seguenti squadre, inoltre, hanno cambiato denominazione:
- Il Kanaz, rinominato in Arabkir Erevan
- Il Vanadzor, rinominato in Astgh
- Il Sipan Vardenis, rinominato in Lernagorts
- L'Araks Armavir, rinominato in Armavir
- L'Artashat, rinominato in Dvin Artashat

### Formula
Le quindici squadre partecipanti sono suddivise in due gironi: uno da sette, l'altro da otto. Trattandosi di un campionato di transizione da disputarsi nella primavera del 1995 per passare al calendario autunno-primavera, non sono previste promozioni.

## Classifiche

### Gruppo 1
|  | Pos. | Squadra       | Pt | G  | V | N | P  | GF | GS | DR  |
|  | ---- | ------------- | -- | -- | - | - | -- | -- | -- | --- |
|  | 1.   | BKMA Erevan   | 27 | 12 | 8 | 3 | 1  | 26 | 7  | +19 |
|  | 2.   | Dinamo Erevan | 24 | 12 | 7 | 3 | 2  | 40 | 12 | +28 |
|  | 3.   | Eghvard       | 19 | 12 | 6 | 1 | 5  | 29 | 20 | +9  |
|  | 4.   | Lori          | 18 | 12 | 6 | 0 | 6  | 24 | 16 | +8  |
|  | 5.   | Armavir       | 17 | 12 | 5 | 2 | 5  | 21 | 17 | +4  |
|  | 6.   | Kumayri       | 16 | 12 | 5 | 1 | 6  | 15 | 14 | +1  |
|  | 7.   | Tufagorts     | 0  | 12 | 0 | 0 | 12 | 9  | 78 | -69 |

Note:

Tre punti a vittoria, uno a pareggio, zero a sconfitta.

### Gruppo 2
|  | Pos. | Squadra          | Pt | G  | V  | N | P  | GF | GS | DR  |
|  | ---- | ---------------- | -- | -- | -- | - | -- | -- | -- | --- |
|  | 1.   | Arabkir Erevan   | 36 | 14 | 12 | 0 | 2  | 37 | 12 | +25 |
|  | 2.   | Astgh            | 33 | 14 | 11 | 0 | 3  | 22 | 9  | +13 |
|  | 3.   | SKA-Arai         | 25 | 14 | 8  | 1 | 5  | 35 | 9  | +26 |
|  | 4.   | Lernagorts       | 23 | 14 | 7  | 2 | 5  | 20 | 27 | -7  |
|  | 5.   | Dvin Artashat    | 17 | 14 | 5  | 2 | 7  | 19 | 21 | -2  |
|  | 6.   | Nairi Erevan     | 16 | 14 | 5  | 1 | 8  | 18 | 19 | -1  |
|  | 7.   | Tsement Ararat 2 | 10 | 14 | 3  | 1 | 10 | 12 | 34 | -22 |
|  | 8.   | Kasakh           | 4  | 14 | 1  | 1 | 12 | 10 | 42 | -32 |

Note:

Tre punti a vittoria, uno a pareggio, zero a sconfitta.